# Habenaria ernstii
Habenaria ernstii är en orkidéart som beskrevs av Rudolf Schlechter. Habenaria ernstii ingår i släktet Habenaria och familjen orkidéer.
Artens utbredningsområde är Venezuela. Inga underarter finns listade i Catalogue of Life.